# Malungon
Malungon là một đô thị hạng 1 ở tỉnh Sarangani, Philippines. Theo điều tra dân số năm 2000, đô thị này có dân số 93.232 người trong 18.924 hộ.

## Barangay
Malungon được chia thành 31 barangay.
| - Alkikan - Ampon - Atlae - Banahaw - Banate - B'Laan - Datal Batong - Datal Bila - Datal Tampal - J.P. Laurel - Kawayan | - Kibala - Kiblat - Kinabalan1 - Lower Mainit - Lutay - Malabod - Malalag Cogon - Malandag - Malungon Gamay - Nagpan | - Panamin - Poblacion - San Juan - San Miguel - San Roque - Talus - Tamban - Upper Biangan - Upper Lumabat - Upper Mainit |